# Associazione Calcio Legnano 1948-1949
Questa voce raccoglie le informazioni riguardanti l'Associazione Calcio Legnano nelle competizioni ufficiali della stagione 1948-1949.

## Stagione

Sergio Calzavara, al Legnano dal 1947 al 1949

Con la stagione 1948-1949 la Serie B torna a girone unico. Delle 22 squadre che avrebbero preso parte al campionato, le prime due sarebbero state promosse in Serie A, mentre le ultime quattro sarebbero retrocesse in Serie C.
Sempre con l'obiettivo della promozione in Serie A, il presidente Pino Mocchetti appronta una campagna acquisti finalizzata a un ulteriore miglioramento della rosa; i risultati della stagione precedente sono infatti giudicati deludenti. Arrivano al Legnano il portiere Mario Longoni, il difensore Bruno Padulazzi, i centrocampisti Mario Trezzi e Carlo Lenci e gli attaccanti Giuseppe Aliprandi e Antonino Pietta. La rosa viene completata con i giocatori che rientrarono dai prestiti: gli attaccanti Luigi Asti, Gian Battista Opisso e Lorenzo Colpo. Tra le cessioni, c'è quella dell'attaccante Emilio Caprile, che viene venduto alla Juventus.
In campionato, un andamento altalenante non permette al Legnano di andare oltre all'8º posto in graduatoria. I Lilla si classificano a pari merito con il Pisa a 42 punti, a 18 lunghezze dal Como capolista e con 5 punti in più del Parma, primo tra le retrocesse.

## Divise
| Casa |

## Organigramma societario
Area direttiva
- Presidente: comm. Pino Mocchetti

Area tecnica
- Allenatore: Giuseppe Galluzzi

## Rosa
| N. |                   | Ruolo | Calciatore         |
| -- | ----------------- | ----- | ------------------ |
|    | Italia (bandiera) | A     | Giuseppe Aliprandi |
|    | Italia (bandiera) | D     | Luigi Asti         |
|    | Italia (bandiera) | C     | Fausto Braga       |
|    | Italia (bandiera) | C     | Sergio Calzavara   |
|    | Italia (bandiera) | A     | Lorenzo Colpo      |
|    | Italia (bandiera) | D     | Fedele Greco       |
|    | Italia (bandiera) | A     | Umberto Guarnieri  |
|    | Italia (bandiera) | P     | Ugo Innocenti      |
|    | Italia (bandiera) | C     | Carlo Lenci        |

| N. |                   | Ruolo | Calciatore           |
| -- | ----------------- | ----- | -------------------- |
|    | Italia (bandiera) | P     | Mario Longoni        |
|    | Italia (bandiera) | C     | Luciano Lupi         |
|    | Italia (bandiera) | A     | Bruno Mozzambani     |
|    | Italia (bandiera) | A     | Gian Battista Opisso |
|    | Italia (bandiera) | D     | Bruno Padulazzi      |
|    | Italia (bandiera) | A     | Antonino Pietta      |
|    | Italia (bandiera) | C     | Daniele Revere       |
|    | Italia (bandiera) | C     | Mario Trezzi         |
|    | Italia (bandiera) | D     | Dante Zanzottera     |

## Risultati

### Serie B

#### Girone d'andata
| Arbitro: | Pera (Firenze) |

|  |           |                         |
|  | Marcatori | 25’ Guarnieri 57’ Lenci |

| Arbitro: | Moradei (Trieste) |

|  |           |            |
|  | Marcatori | 2’ Flumini |

| Arbitro: | Selva (Torino) |

|                                                       |           |                            |
| Mozzambani 30’, 40’ Lenci 44’ Braga 85’ Guarnieri 86’ | Marcatori | 48’ Rubino 65’ (aut.) Lupi |

| Arbitro: | Longagnani (Modena) |

|                                          |           |                          |
| Bertolucci 8’ Freschi I 36’ Monti G. 41’ | Marcatori | 13’ Mozzambani 16’ Lenci |

| Arbitro: | Gamba (Napoli) |

|                                   |           |  |
| Guarnieri 1’ Bellesini 62’ (aut.) | Marcatori |  |

| Arbitro: | Canevesio (Torino) |

|                                    |           |           |
| Torriani 32’, 53’, 59’ Taccola 82’ | Marcatori | 77’ Lenci |

| Arbitro: | Galeati (Bologna) |

|           |           |                          |
| Lenci 46’ | Marcatori | 6’ Brighenti 84’ Suprina |

| Arbitro: | Vannini (Bologna) |

|           |           |            |
| Rosso 45’ | Marcatori | 61’ Revere |

| Arbitro: | Canavesio (Torino) |

|                 |           |  |
| Revere 10’, 42’ | Marcatori |  |

| Arbitro: | Stampacchia (Nola) |

|                                  |           |               |
| Stabellini 11’ (rig.) Celani 47’ | Marcatori | 88’ Aliprandi |

| Arbitro: | Poggipollini (Ferrara) |

|                    |           |                                   |
| Rinaldi 35’ (rig.) | Marcatori | 25’ Aliprandi 68’ Lenci 80’ Colpo |

| Legnano 28 novembre 1948 12ª giornata | Legnano           | 0 – 0 | Arsenaltaranto | Stadio Comunale\| Arbitro: \| Bernardi (Savona) \| |
| Arbitro:                              | Bernardi (Savona) |       |                |                                                    |

| Arbitro: | Bertolio (Torino) |

|              |           |            |
| Gallanti 78’ | Marcatori | 84’ Pietta |

| Arbitro: | Cambi (Livorno) |

|                          |           |          |
| Pietta 22’ Guarnieri 58’ | Marcatori | 35’ Lodi |

| Arbitro: | Savio (Torino) |

|                                       |           |               |
| A. Marmiroli 8’ Ganassi 53’ Beghi 67’ | Marcatori | 71’ Aliprandi |

| Arbitro: | Silvano (Torino) |

|                     |           |                                 |
| Mozzambani 57’, 70’ | Marcatori | 34’ Stua 3’ Maesani 83’ Rabitti |

| Arbitro: | Neri (Vicenza) |

|                             |           |                 |
| Bassi 16’, 54’ Soffrido 57’ | Marcatori | 19’, 78’ Pietta |

| Arbitro: | Cicardi (Lecco) |

|                                          |           |  |
| Lenci 27’ Revere 54’ Pesaresi 82’ (aut.) | Marcatori |  |

| Arbitro: | Fornari (Bologna) |

|                                   |           |  |
| Fekete 8’ (rig.) Braga 17’ (aut.) | Marcatori |  |

| Arbitro: | Canavesio (Torino) |

|                                               |           |  |
| Revere 9’, 42’ Colpo 15’ Guarnieri 71’ (rig.) | Marcatori |  |

| Arbitro: | Massai (Pisa) |

|                       |           |            |
| Becagli 46’ Costa 61’ | Marcatori | 87’ Pietta |

#### Girone di ritorno
| Arbitro: | Morielli (Genova) |

|            |           |              |
| Pietta 34’ | Marcatori | 60’ Bronzoni |

| Arbitro: | Casini (Palermo) |

|             |           |  |
| Flumini 59’ | Marcatori |  |

| Arbitro: | Cartei (Firenze) |

|                                      |           |                |
| Micheloni 40’, 73’, 85’ Cavaleri 70’ | Marcatori | 88’ Mozzambani |

| Arbitro: | Piemonte (Monfalcone) |

|                      |           |  |
| Guarnieri 69’ (rig.) | Marcatori |  |

| Arbitro: | Tibaldi (Savona) |

|             |           |            |
| Renosto 54’ | Marcatori | 64’ Revere |

| Arbitro: | Guarda (Mestre) |

|                                               |           |  |
| Pietta 1’, 16’ Guarnieri 32’ (rig.) Colpo 67’ | Marcatori |  |

| Arbitro: | Pizzato (Mestre) |

|                           |           |  |
| Brighenti 5’ Capolino 57’ | Marcatori |  |

| Arbitro: | Massai (Pisa) |

|            |           |                |
| Pietta 89’ | Marcatori | 50’ Bulgarelli |

| Arbitro: | Poggipollini (Ferrara) |

|                                                     |           |            |
| Valcareggi 23’, 41’, 87’ Cattaneo 48’ Quaresima 78’ | Marcatori | 47’ Revere |

| Arbitro: | Zambotto (Padova) |

|                                                |           |  |
| Revere 17’, 58’ Guarnieri 37’ (rig.) Braga 50’ | Marcatori |  |

| Arbitro: | Mosca (Napoli) |

|                    |           |  |
| Guarnieri 37’, 73’ | Marcatori |  |

| Arbitro: | Tibaldi (Savona) |

|                                             |           |  |
| Petagna 68’ Margiotta 70’, 88’ Canavesi 85’ | Marcatori |  |

| Arbitro: | Massironi (Milano) |

|                          |           |                      |
| Pietta 11’ Guarnieri 29’ | Marcatori | 15’ Susmel 74’ Sacco |

| Arbitro: | Balestrino (Oneglia) |

|                           |           |                                              |
| Lodi 19’ (rig.) Conti 51’ | Marcatori | 14’ Aliprandi 23’ (rig.) Guarnieri 56’ Lenci |

| Arbitro: | Corallo (Lecce) |

|                                    |           |  |
| Pietta 14’, 44’ Aliprandi 40’, 88’ | Marcatori |  |

| Arbitro: | Tassini (Verona) |

|                        |           |  |
| Rabitti 47’ Meroni 55’ | Marcatori |  |

| Arbitro: | Longagnani (Modena) |

|           |           |                |
| Colpo 70’ | Marcatori | 89’ Grattarola |

| Arbitro: | Arpaia (Roma) |

|                                                                |           |                    |
| Frizzi 7’ Badiali 26’, 62’ Emiliani 49’ Nesti 50’ Marchese 78’ | Marcatori | 5’, 67’ Mozzambani |

| Arbitro: | Dattilo (Roma) |

|                                           |           |  |
| Colpo 1’ Aliprandi 22’ Guarnieri 68’, 83’ | Marcatori |  |

| Arbitro: | Garzelli (Livorno) |

|             |           |                         |
| Granata 44’ | Marcatori | 8’ Aliprandi 77’ Revere |

| Arbitro: | Agnolin (Bassano del Grappa) |

|                                       |           |                  |
| Guarnieri 29’ Mozzambani 49’ Asti 79’ | Marcatori | 82’, 83’ Mangini |

## Statistiche

### Statistiche di squadra
| Competizione | Punti | Totale | Totale | Totale | Totale | Totale | Totale | DR |
| Competizione | Punti | G      | V      | N      | P      | Gf     | Gs     | DR |
| ------------ | ----- | ------ | ------ | ------ | ------ | ------ | ------ | -- |
| Serie B      | 42    | 42     | 17     | 8      | 17     | 73     | 66     | +7 |

### Statistiche dei giocatori
| Giocatore     | Serie B  | Serie B |
| Giocatore     | Presenze | Reti    |
| ------------- | -------- | ------- |
| G. Aliprandi  | 25       | 8       |
| L. Asti       | 31       | 1       |
| F. Braga      | 40       | 2       |
| S. Calzavara  | 30       | 0       |
| L. Colpo      | 37       | 5       |
| F. Greco      | 20       | 0       |
| U. Guarnieri  | 32       | 15      |
| U. Innocenti  | 1        | 0       |
| C. Lenci      | 28       | 8       |
| M. Longoni    | 41       | 0       |
| L. Lupi       | 20       | 0       |
| B. Mozzambani | 23       | 9       |
| G.B. Opisso   | 16       | 0       |
| B. Padulazzi  | 32       | 0       |
| A. Pietta     | 24       | 12      |
| D. Revere     | 33       | 11      |
| M. Trezzi     | 7        | 0       |
| D. Zanzottera | 21       | 0       |